# Arroyo de la Encomienda
Arroyo de la Encomienda – gmina w Hiszpanii, w prowincji Valladolid, w Kastylii i León, o powierzchni 11,93 km². W 2011 roku gmina liczyła 15 680 mieszkańców.